# Ispace
ispace Inc.是一家日本上市公司，主要开发无人航天器和其他技术，以竞争航天机构和其他私营企业的运输和探索任务合同。 ispace的使命是帮助客户发现、绘制和使用月球的天然资源。
2013年至2018年，ispace是参加谷歌月球X奖（GLXP）的“白兔”号团队的所有者和运营商。 该团队开发了名为“宙兔”（Sorato）的月球车。
ispace目前总部位于日本东京，在美国和卢森堡设有办事处。该公司的创始人兼首席执行官是袴田武史 (Takeshi Hakamada)。

## 执行任务
- 白兔-R M1——2022年12月11日发射，计划于2023年4月26日着陆月球，最终失联在月球坠毁。
- 白兔-R M2——2025年1月15日发射，与联合国教科文组织合作，携带了一个包含275种语言和其他文化文物的“记忆盘”。[7][8]它在2025年6月5日着陆月球，但失联並可能在月球坠毁[9]。